# Crociera nell'infinito
Crociera nell'infinito (The Voyage of the Space Beagle) è un romanzo di fantascienza pubblicato nel 1950 in Canada dallo scrittore canadese, naturalizzato statunitense A. E. van Vogt; è considerato un classico del filone della space opera.
Il titolo del romanzo fa riferimento al libro The Voyage of the Beagle, scritto da Charles Darwin sul suo viaggio di cinque anni a bordo del brigantino HMS Beagle.

## Storia editoriale

### Racconti
Il romanzo, come altri dell'autore, è un fix-up, un adattamento di racconti pubblicati in precedenza integrato con nuovo materiale scritto appositamente.
Nel corso della lettura, sono chiaramente distinguibili le soluzioni di continuità fra un episodio e l'altro.

#### Capitoli da 1 a 6 - Coeurl
Questi capitoli sono costituiti dalla rielaborazione del racconto Black Destroyer, pubblicato originariamente nel luglio 1939 sulla rivista di fantascienza Astounding, fu la prima storia di fantascienza pubblicato da A. E. van Vogt.
Una traduzione in italiano di Sandro Pergameno intitolata Il distruttore nero fu pubblicata dalla Editrice Nord nel novembre 1979, come parte dell'antologia Avventure nel tempo e nello spazio, nel volume n. 5 della collana Grandi Opere Nord. Una traduzione di Gaetano La Pira avente lo stesso titolo fu pubblicata, come parte dell'antologia Le grandi storie della fantascienza 1 (1939) (Isaac Asimov Presents The Great Science Fiction Stories 1 (1939), 1979), dalla SIAD Edizioni nel settembre 1980, da Euroclub nel 1982, dalla Bompiani nel 1989 nel volume n. 97 della collana I grandi tascabili, dalla RCS Periodici nel maggio 2006 e dalla Mondadori nel giugno 2006 nel volume n. 41 della collana Urania Collezione. Una traduzione avente sempre lo stesso titolo di Fabio Feminò, parte dell'antologia I grandi maestri della fantascienza 3. Seconda parte (The SFWA Grand Masters: Vol. 3, 2001), fu pubblicata nel dicembre 2003 dalla Mondadori, nel volume n. 1480 della collana Urania. 
L'autore ha apportato moltissime variazioni alla storia originale per il fix-up, in particolare inserendo l'approccio "connettivista" o multidisciplinare alla risoluzione dei conflitti, centrale nella trama di Space Beagle e assente nel racconto originale; il ruolo chiave del capitano della nave, il signor Morton, nel romanzo è assunto dallo scienziato connettivista Elliott Grosvenor. 
Il racconto è andato a formare la prima parte delle edizioni italiane del romanzo con il titolo Coeurl.

#### Capitolo 7
Nuovo materiale di collegamento scritto per completare, nel romanzo, il ruolo del personaggio ormai centrale, lo scienziato connettivista Elliot Grosvenor.

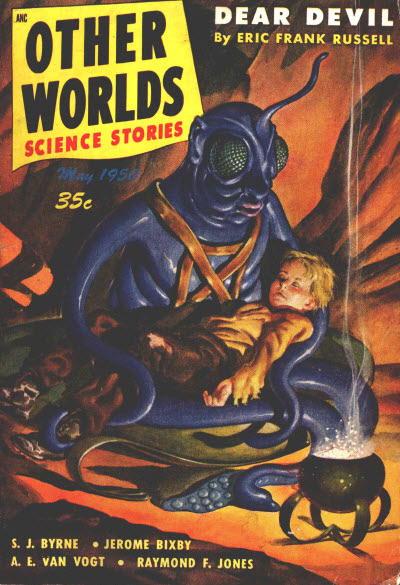
Copertina della rivista Other Worlds del maggio 1950, dove il racconto War of Nerves fu pubblicato per la prima volta.

#### Capitoli da 8 a 12 - Riim
Questi capitoli sono costituiti da nuovo materiale di collegamento scritto per il fix-up e  pubblicato separatamente poco prima del romanzo, in forma di racconto con il titolo War of Nerves sulla rivista di fantascienza Other Worlds nel maggio 1950.
Una traduzione in italiano di G. P. Sandri intitolata Guerra di nervi  fu pubblicata dalla Armenia Editore come parte dell'antologia personale Il meglio di A. E. Van Vogt. Una grande antologia personale. 12 racconti (The Best of A. E. Van Vogt, 1974), nel 1978 nel volume n. 9 della collana Robot Speciale e di nuovo nel 1980 nel volume n. 17 della collana Raccolta Robot. Una traduzione di Riccardo Valla, avente lo stesso titolo, è stata pubblicata dalla Mondadori nell'agosto 1990 come parte dell'antologia Creature (Monsters, 1965) nel numero 1134 della collana Urania. 
Questo materiale, con il titolo I Riim o Riim, è andato a formare la seconda parte delle edizioni italiane del romanzo.

#### Capitoli da 13 a 21 - Ixtl
Questi capitoli sono costituiti dalla rielaborazione del racconto Discord in Scarlet, pubblicato nel dicembre 1939 su Astounding, si tratta della seconda storia di fantascienza data alle stampe da A. E. van Vogt. 
Anche questo racconto ha subito notevoli modifiche per il fix-up con l'introduzione di Grosvenor e del connettivismo; con il titolo Ixtl, è andato a formare la terza parte delle edizioni italiane del romanzo.

#### Capitoli da 22 a 28 - Anabis
Questi capitoli sono costituiti dalla rielaborazione del racconto M33 in Andromeda, pubblicato nell'agosto 1943 sempre su Astounding e successivamente inserito nell'antologia M33 in Andromeda (1971). 
Anche questo racconto fu notevolmente modificato per il fix-up enfatizzando il ruolo del nuovo protagonista e del connettivismo per la risoluzione delle crisi; con il titolo L'Anabis o Anabis, è andato a formare la quarta e ultima parte delle edizioni italiane del romanzo.

### Romanzo
Il romanzo fu pubblicato nel 1950 in Canada con il titolo The Voyage of the Space Beagle e nel 1952 con il titolo Mission: Interplanetary.
La prima traduzione in italiano, di Sergio Suè, è stata pubblicata dalla Mondadori, nella collana Urania, il 10 novembre 1953 nel volume n. 27 e il 21 luglio 1963 nel volume n. 312 bis; poi di nuovo nel gennaio 1979 nel volume n. 22 della collana Urania Classici.
Una traduzione di Sebastiano Fusco è stata pubblicata dalla Fanucci Editore nel 1973, nel primo volume della collana Futuro. Biblioteca di Fantascienza e di nuovo nel 1989 nel volume n. 7 della collana Biblioteca di Fantascienza; ancora nel 1994 dalla Compagnia del Fantastico.Gruppo Newton nel volume n. 3 della collana Il Fantastico Economico Classico; di nuovo dalla Arnoldo Mondadori Editore nel 1999 come parte dell'antologia Millemondi Primavera 1999: Creature dello spazio profondo nel volume n. 19 della collana Millemondi e nel novembre 2009 nel volume n. 082 della collana Urania collezione.

## Trama
L'astronave Argus, ricalcando avveniristicamente le orme del brigantino Beagle, che ospitò Charles Darwin nel suo celebre viaggio naturalistico (a cui è ispirato esplicitamente il titolo originale dell'opera), svolge una missione pluriennale alla ricerca di mondi sconosciuti e di forme di vita aliene. Il suo numeroso equipaggio, che conta più di mille componenti, è diviso in due fazioni: gli scienziati esperti nei più vari settori, ed i militari, che rappresentano la minoranza (circa centottanta uomini) ma che sono pronti a prendere il comando in situazioni di emergenza.
Mentre le sezioni della scienza tradizionale, come la chimica, la medicina, la biologia, sono costituite da numerosi membri, Elliot Grosvenor, lo scienziato della Sezione Connettivista, è l'unico esponente, a bordo, a rappresentare la sua disciplina. Tuttavia il suo apporto risulterà essenziale in ogni battaglia che l'Argus dovrà sostenere contro i nemici che incontrerà.
Il connettivismo è una disciplina che mira a costituire una visione unica ed integrata, un olismo piuttosto che un riduzionismo, un punto di vista globale piuttosto che specifico. Questo non significa che un connettivista sia un tuttologo: lo scienziato connettivista è esperto dei vari rami della scienza quasi come uno specialista ma aggiunge ai singoli punti di vista una capacità di visione generale del problema.
Il romanzo si articola implicitamente in quattro parti ed ogni parte ha per protagonista una differente specie aliena.

### Coeurl
Un coeurl è un essere virtualmente immortale, intelligente, feroce e spietato, con l'aspetto di un felino gigantesco sormontato da tentacoli.
I coeurl hanno una storia antichissima; essi erano animali da esperimento dei costruttori della città morta, gli antichi abitanti scomparsi di un pianeta ormai quasi privo di forme di vita, su cui l'astronave Argus è atterrata per scopi esplorativi. Secondo la teoria dell'archeologo giapponese Korita, i costruttori erano un popolo di matematici e di artisti, come è testimoniato dalle rovine della città morta, costituita da edifici bizzarri e da architetture gioiose. La vitalità delle forme architettoniche testimonia che la civiltà dei costruttori non si trovava in uno stadio di declino, quanto piuttosto di piena espansione. Circa milleottocento anni prima dell'arrivo dell'Argus, la civiltà dei costruttori improvvisamente venne distrutta. Non si sa quali siano state le ragioni di questa brusca fine. Dall'analisi di elementi raccolti sul pianeta, si può stabilire soltanto che, in quell'epoca, avvenne una repentina riduzione di alcune lunghezze d'onda della luce, causata a sua volta dall'aumento di polveri nell'atmosfera; di conseguenza, la quasi totalità delle piante scomparve quasi da un giorno all'altro, alterando irrimediabilmente l'ecosistema del pianeta. I coeurl, che erano stati addestrati e perfezionati negli esperimenti dei costruttori, si salvarono, ma vennero messi a dura prova da condizioni di sopravvivenza sempre più difficili. Uno di questi, Coeurl, durante il secolo precedente l'arrivo dell'Argus, aveva incontrato suoi conspecifici, ancora vivi ma oramai troppo provati dalla fame, e se ne era avidamente cibato.
Il problema, ora, è che la spedizione scientifica dell'astronave, guidata dal comandante Hal Morton, ha adottato questa creatura e l'ha presa a bordo quasi come animale da compagnia. Tale scelta si rivelerà catastrofica, giacché i coeurl si nutrono esclusivamente di id, il potassio contenuto nelle cellule viventi dell'organismo, che questi animali estraggono dalle loro vittime mentre esse sono ancora palpitanti di vita. Coeurl prelevato dalla spedizione è digiuno da mesi, forse da anni, e disperatamente affamato, riesce ad ingannare l'equipaggio fingendosi docile e molto meno intelligente di quanto non sia. Tuttavia la bestia dovrà pur mangiare, essendo oramai al limite della sopravvivenza. Ne farà le spese uno scienziato della sezione dei chimici, che si era allontanato da solo nella città morta, vicino al punto dove l'astronave è atterrata, e che viene seguito di nascosto dal "gatto". La fine del dottor Jarvey, il chimico, indurrà l'equipaggio a comportarsi in maniera più prudente nei confronti di Coeurl; anche se non ci sono prove che colleghino l'omicidio di Jarvey con la creatura, l'animale verrà imprigionato, per sicurezza, in una gabbia speciale. Ma Coeurl è pieno di risorse sconosciute ai suoi carcerieri: è capace di far scattare la serratura della gabbia attraverso un flusso di radiazione elettromagnetiche opportunamente direzionato dalle sue vibrisse e in questo modo liberarsi ed iniziare il suo piano; vuole, infatti, impossessarsi dell'astronave uccidendo l'equipaggio, quindi dirigersi verso il pianeta di origine dell'Argus, la Terra, dove si aspetta - a giusta ragione - che siano presenti quantità illimitate di id. Ma il suo disegno è, in realtà, ancora più ambizioso: vuole entrare in contatto con gli altri membri della sua specie per andare alla conquista dell'intera galassia.
Occorrerà elaborare rapidamente una strategia che consenta di contrastare le aspirazioni del mostro. Grosvenor, il connettivista, che fino a questo momento è stato perlopiù ignorato dagli altri scienziati, grazie all'attento studio delle caratteristiche e dei punti deboli dell'animale, sarà in grado di elaborare la mossa vincente che porterà alla distruzione Coeurl e alla salvezza l'equipaggio dell'Argus.

### I Riim
Lasciato alle spalle il pericolo del "gatto", l'astronave Argus procede nel suo viaggio; la quotidiana vita di bordo è animata, come sempre, dalle battaglie politiche fra le varie fazioni di scienziati. Le imminenti elezioni per il nuovo capo della spedizione non contribuiscono certo a distendere le tensioni. All'improvviso, un flusso di immagini visive irrompe nelle coscienze dei componenti dell'equipaggio, destrutturandole e rendendo espliciti gli antagonismi. Quelli che erano conflitti latenti, irregimentati dai freni della ragione, sfociano in guerre aperte ed attacchi paramilitari; in questo modo l'astronave si trasforma in un campo di battaglia. I responsabili di questa destrutturazione psichica sono i Riim, un popolo di esseri intelligenti probabilmente discendenti da un ramo evolutivo affine a quello degli uccelli terrestri. I Riim avevano intenzioni pacifiche, inviando le loro allucinazioni ipnotiche, ignari dell'effetto destrutturante che esse avrebbero avuto sugli esseri umani.
Soltanto Grosvenor, educato dalla scienza connettivista a padroneggiare la suggestione ipnotica, riuscirà a contattare i Riim e ad evitare, così, l'autodistruzione dell'Argus.

### Ixtl
Ixtl naviga, da eoni innumerabili, nello spazio profondo, sospinto da un immemorabile slancio iniziale. Il suo moto, non ostacolato da alcun attrito, procede uniforme da così tanti milioni di anni che Ixtl è divenuto, ormai, persino dimentico di sé, della sua coscienza, del nucleo del suo essere chiamato "Io". Procede, dalla notte dei tempi, sopravvivendo grazie all'energia remota delle galassie lontanissime, di cui riesce ad intercettare le particelle sfuggenti. Finché, per uno strano capriccio di un destino improbabile, l'Argus gli sfreccia accanto, nel suo viaggio esplorativo. Ixtl è scosso, non riesce a credere alle sue percezioni, risulta tanto sopraffatto dalla sorpresa che quasi si fa sfuggire quella sua unica occasione di sopravvivenza; e di riproduzione. Ma, dopo il primo istante di sbigottimento, prontamente genera, grazie ai suoi poteri manipolatori dell'energia, un deficit di funzionamento nelle macchine dell'astronave, causandone l'arresto. Ha così modo di osservare gli strani esseri bipedi che fuoriescono dallo scafo per effettuare le riparazioni e decide di farsi notare. L'equipaggio, sbalordito dal suo aspetto purpureo e diabolico, tenta di prenderlo a bordo per studiarlo, ma Ixtl, erroneamente, passa attraverso il pavimento della gabbia in cui gli esseri umani l'hanno costretto. Oramai è tardi per rimediare, ma Ixtl non ha nulla da temere, visto che è invincibile, immortale e capace di modificare a piacimento la sua struttura atomica in modo da passare attraverso la materia.
Il suo obiettivo è impossessarsi dell'astronave, fondamentalmente allo scopo di riprodursi. Da un tempo non misurabile Ixtl porta nel suo grembo le uova della sua razza, che gli consentiranno di dare origine a una nuova stirpe di dominatori dell'universo. Ora effettua una serie di blitz per catturare uomini, che risultano essere idonei ricettacoli per le sue uova. Quando l'uovo viene innestato nell'essere umano, questi si paralizza, pur restando cosciente; una volta, poi, che l'uovo si schiude, l'Ixtl neonato si ciba del suo ospite dall'interno, man mano che si accresce. Gli uomini catturati sono destinati a una fine di un inimmaginabile orrore.

#### La teoria dei cicli storici
La situazione è grave, e l'equipaggio lo sa bene. Il comandante, Hal Morton, convoca una riunione collegiale per poter analizzare la situazione e predisporre un piano offensivo. L'essere penetrato nell'astronave ha origine planetaria, come è testimoniato dalle quattro braccia, dalle quattro gambe e dalle mani prensili. Tuttavia è stato capace di sopravvivere nel freddo e nel vuoto dello spazio; inoltre le sue possibilità di trasformazione della propria struttura atomica sono sbalorditive. Una specie simile - è la conclusione di molti scienziati - date le sue capacità dovrebbe essere oramai padrona della galassia. Eppure mai nessuno, prima, ha incontrato un Ixtl. Dunque qualcosa non quadra.
Secondo la teoria dei cicli dell'archeologo Korita, le civiltà si sviluppano ciclicamente; dalla colonizzazione naturale della terra (stadio del contadino) nasce lo scambio commerciale di prodotti; dall'agorà, la piazza del mercato dove questi prodotti vengono venduti, sorge e si sviluppa l'aggregazione umana, che culmina nello sviluppo delle poleis, le città. Queste si trasformano, progressivamente, in megalopoli globali, dove si diffonde diffusamente l'anomia e la perdita del senso di appartenenza; le spinte centrifughe, in questo quadro vuoto di valori, culminano in una serie di guerre per il potere che realizzano la distruzione globale e ripiombano l'umanità allo stadio del contadino e del diseredato.
Il contadino è radicato alla sua terra come lo sono i suoi alberi; l'individuo che si collochi in questo punto del quadro evolutivo, desidererà quindi soltanto appagare i suoi bisogni di base: la sopravvivenza e la riproduzione.

#### Un universo ritrovato e riperduto
Frattanto, il mostro scarlatto sta procedendo alacremente nella sua opera di raccolta dei guul, i ricettacoli per le sue uova. È molto contento di sé stesso: dopo aver ridotto a guul una dozzina uomini ucciderà tutti gli altri e si impadronirà dell'astronave. Con un equipaggio composto di soli Ixtl, la conquista dell'universo è assicurata.
Ma, improvvisamente, i motori si arrestano. Tendendo i suoi sensi, Ixtl capisce che non c'è più nessuno sull'astronave. L'equipaggio ha messo in atto una mossa che un individuo allo stadio del diseredato non avrebbe mai previsto: l'abbandono della propria casa. Tutta l'energia che l'Argus è in grado di produrre è incanalata verso un unico scopo: la distruzione totale.
Un gruppo di individui è stato disposto ad immolarsi pur di salvare l'intera umanità. Un'operazione che un diseredato non sarebbe mai in grado di compiere, perché egli, se dovesse abbandonare la propria casa, si sentirebbe spiritualmente annullato; ma è invece un sacrificio che gli uomini hanno messo in atto perché erano in grado di concepire un ideale che trascendesse la loro esistenza individuale.
Il disastro è imminente. Ixtl, per quanto virtualmente immortale, non è in grado di sopravvivere a un'esplosione della portata di quella che sta per distruggere l'Argus. È costretto, pazzo di rabbia, a lasciare la sua nuova casa, i suoi guul e i suoi disegni di grandezza. Ha commesso una serie di errori madornali: avrebbe prima dovuto impadronirsi dell'astronave e poi pensare a riprodursi, non viceversa. Ma è troppo tardi: così fugge dall'Argus e si catapulta nuovamente nel vuoto dello spazio; in tempo per vedere le scialuppe dell'equipaggio rientrare precipitosamente, i tecnici invertire il flusso di energia, evitando l'esplosione e gli astronauti fare rotta, sani e salvi, il più lontano possibile dal mostro scarlatto, abbandonato nuovamente al suo vagare perpetuo.

### L'Anabis
In principio fu un nulla indistinto, una nuvola di elementi sulla superficie di una pozza di fango; la materia inanimata veniva passivamente travolta dagli elementi. Poi si sviluppò un abbozzo di organizzazione e quindi vi fu il miracolo: nacque la vita. Ma, inizialmente, fu una protovita, un ammasso di sostanze gassose che cooperavano; si sviluppò una rudimentale percezione, poi il trofismo, il movimento, la ricerca; ricerca di cibo, per sopravvivere, per continuare la propria evoluzione.
Questo fu l'Anabis per molti milioni di anni. Un nucleo vivente senza coscienza di sé, che il puro istinto spingeva all'evoluzione. Poi vi fu l'incontro con un'altra forma di vita: un insetto. L'Anabis lo ha memorizzato bene, anche se sono passati eoni da quel momento. L'Anabis lo vide morire e ne assorbì l'energia. E questo gli piacque; cercò un altro insetto. Ora aveva un fine, uno scopo: cominciava ad essere consapevole della propria evoluzione; cominciava ad avere la coscienza di sé. Nel corso di altri milioni di anni quello che era stato un agglomerato di gas esalati da una palude di un pianeta remoto divenne il più grande predatore della sua galassia; composto da miliardi di miliardi di particelle, con la forma di una nuvola indistinta, eppure oramai consapevole di ogni sua piccola parte del suo sterminato corpo gassoso. Entrò in contatto con le specie più diverse, conobbe le più evolute civiltà, che piegò e distrusse, assorbendone tutta la sapienza. Si ritenne invincibile, egli stesso l'immagine di un dio; egli stesso Dio.
Ma Dio è infallibile, mentre l'Anabis commise un errore fatale: si sviluppò troppo. Il suo corpo, oramai, si estendeva da un sistema stellare all'altro; si era cibato di tutte le forme di vita presenti sui pianeti; non aveva più alimenti, e si era lasciato crescere a dismisura. Avrebbe potuto tentare di uscire dai limiti della sua galassia, ma lo spazio intergalattico era troppo vasto anche per l'Anabis; che non poteva sopravvivere in un viaggio di migliaia di anni luce, da una galassia all'altra, senza conoscere la direzione migliore per compiere il tragitto, senza sapere cosa avrebbe trovato alla fine del percorso. Così l'Anabis cercò di creare le condizioni ideali per la vita spostando pianeti, creandoli addirittura, a partire da nuvole di gas e materia che egli agglutinava insieme. Ma i tempi occorrenti per lo sviluppo di forme di vita, sia pure su un pianeta idoneo ad ospitarla, erano lunghissimi. E l'Anabis doveva mangiare.
Nel suo viaggio pluriennale, l'Argus si trova ora nella Galassia di Andromeda: la galassia dell'Anabis. E rappresenta un'inestimabile speranza di salvezza per questo predatore. Gli indizi che ne rivelano la presenza sono molto sottili; tuttavia il connettivista Grosvenor riesce a ricollegarli, come in un'indagine poliziesca, e alla fine rivela agli altri scienziati la natura insidiosa del pericolo che li minaccia. L'unica soluzione consiste nel prolungare il viaggio tutto il tempo necessario per la distruzione di questa terribile insidia, cioè almeno altri cinque anni. In questo periodo, sarà necessario rendere inabitabile l'ambiente, anche per una creatura formidabile come l'Anabis. Ciò verrà fatto essenzialmente lanciando in tutte le direzioni dello spazio interstellare milioni di siluri atomici che, per trentamila anni, spargeranno all'intorno la sostanza radioattiva, che resterà nel campo gravitazionale della galassia senza ricadere sulla superficie dei pianeti o delle stelle. Questo creerà enormi lacerazioni nel corpo gassoso dell'essere. Dopodiché l'Argus si dirigerà verso la nebulosa NGC 50347, distante molti milioni di anni luce. Questa manovra attirerà il predone fuori dalla sua galassia; l'Anabis crederà, infatti, che gli uomini stiano tornando verso la propria galassia di origine; inoltre, il suo habitat naturale sarà divenuto inabitabile; non avrà quindi altra scelta che seguire l'astronave. In questo modo morirà, per mancanza di cibo, nello spazio intergalattico e l'Argus potrà finalmente fare rotta verso casa.

## Temi
La concezione di van Vogt è che, nell'universo, la vita può assumere molteplici e diversissime forme; ciò che resta invariante, da specie a specie, sono le motivazioni che risiedono alla base dei comportamenti: la fame spinge alla ricerca di cibo, che induce allo sviluppo di strategie predatorie; il bisogno di riprodursi può essere così feroce da offuscare le capacità individuali ed impedire che le facoltà di cui si dispone vengano sfruttate al meglio.
Tali moventi fondamentali vengono declinati dall'autore secondo le caratteristiche peculiari delle quattro "razze aliene" incontrate dall'astronave Argus, nel suo viaggio intergalattico; alieni che si sottraggono all'iconografia della fantascienza classica (van Vogt scrive negli anni quaranta) per esitare in forme di vita tanto bizzarre quanto paradossalmente possibili:
- Il Coeurl assomiglia ad un gatto enorme ma ha un volume cerebrale notevole, che si è sviluppato anche grazie ai poderosi tentacoli della schiena, che gli consentono la manipolazione fine degli oggetti e quindi un elevato grado di interazione con l'ambiente. L'aspetto animalesco spinge gli uomini dell'equipaggio a sottovalutarlo, commettendo un errore quasi fatale.
- I Riim giocano una partita completamente diversa: telepatica ed intrapsichica. Le loro intenzioni non sono ostili, tuttavia gli esseri umani sono troppo fragili per fronteggiare la propria parte nascosta, il loro Es: la destrutturazione della coscienza per poco non si risolve nell'autodistruzione dell'equipaggio. Grosvenor, il connettivista, entra telepaticamente in contatto con questo popolo aviario, e ne scardina le convinzioni, i postulati di fondo. I Riim sono una specie altamente sociale; anzi, le individualità sono fuse e diffuse nella loro società, allo stesso modo in cui le cellule di un organismo sono composte in sinergia nel tessuto di un organo. Dunque entrando in contatto con pochi di loro, Grosvenor riesce a comunicare con l'intera specie; e, piegandone le credenze, riesce a modificarne le azioni, spingendoli ad interrompere il contatto con l'Argus.
- Ixtl è un essere capace di modificare la propria struttura atomica in modo da passare attraverso la materia. Il motivo fondamentale per cui la materia non si compenetra è in ultima analisi riconducibile al principio di esclusione di Pauli, che è una conseguenza della natura fermionica degli elettroni. Di conseguenza, un essere che fosse in grado di passare attraverso la materia dovrebbe essere necessariamente in grado di modificare la propria struttura molecolare ed atomica. Un essere del genere - è la conclusione degli scienziati dell'Argus - avrebbe avuto la capacità di prendere il controllo dell'intero universo. Per quale motivo, allora, il mostro in cui l'equipaggio si è imbattuto appariva come un diseredato errante nel cosmo? Evidentemente, gli Ixtl hanno realmente dominato l'universo, ma non questo universo, quanto piuttosto un universo precedente. Sbalzato via dal Big Bang, Ixtl sta vagando da più di 13 miliardi di anni.
- La materia gassosa e corpuscolare di cui è composto l'Anabis sembra tratteggiare una forma di vita impossibile, che non potrebbe mai svilupparsi, al limite collocabile in compagnia delle creature mitologiche o leggendarie. Tuttavia, pur restando nell'ambito della pura speculazione, diversi studiosi hanno ipotizzato la possibilità dell'esistenza di "creature olistiche", composte da un enorme numero di sottounità che tuttavia dialogano fra loro in un interscambio così stretto da arrivare a costituire un unico organismo.[17]

## Curiosità
- La teoria di una "razza" che ha colonizzato l'universo in uno stadio precedente e che è stata catapultata via dal Big Bang, dalla rinascita del cosmo, appare affascinante, anche se, ovviamente, nessuna forma di vita organizzata, neppure se dotata delle straordinarie capacità di Ixtl, avrebbe potuto sopravvivere nella inimmaginabile singolarità gravitazionale originata da tutta la materia dell'universo concentrata in un solo punto atemporale e aspaziale.[18][19]
- Van Vogt minacciò di fare causa alla produzione del film Alien a causa della somiglianza di Ixtl con lo Xenomorfo, soprattutto riguardo alle macabre tecniche riproduttive dei due mostri (un uovo introdotto in un essere umano vivente che divora dall'interno il suo ospite). La causa non arrivò mai in tribunale in quanto le parti raggiunsero privatamente un accordo economico.[20][21]
- La teoria dei cicli "di Korita" è molto omogenea ed elegante: essa rievoca la concezione dei corsi e ricorsi storici di Giambattista Vico ed echeggia, se ci spostiamo sul piano epistemologico, la teoria paradigmatica di Thomas Kuhn.
- Il titolo originale del romanzo, The Voyage of the Space Beagle, è un riferimento a The Voyage of the Beagle di Charles Darwin, l'opera in cui il naturalista inglese raccontava del suo viaggio intorno al mondo (1831-1836) a bordo del HMS Beagle. L'opera è conosciuta in Italia con il titolo Viaggio di un naturalista intorno al mondo.

## Citazioni
(cap. 26, pag. 210)
(cap. 26, pagg. 209-210)

### Edizioni
- (EN) A. E. van Vogt, The Voyage of the Space Beagle, 1939, 1943, 1950.

- A. E. van Vogt, Crociera nell'infinito, collana Urania, traduzione di Sergio Sué, n. 27, Arnoldo Mondadori Editore, 1953.

- A. E. van Vogt, Crociera nell'infinito, collana Urania n° 312 (bis), Arnoldo Mondadori Editore, 1963.

- A. E. van Vogt, Crociera nell'infinito, collana Urania Classici n° 22, traduzione di Sergio Sué, Arnoldo Mondadori Editore, 1979,  p. 223.

- (EN) A. E. Van Vogt, The Voyage of The Space Beagle, luglio 1981,  p. 101, ISBN 978-0-671-48993-9. Ospitato su https://www.prosperosisle.org/.

- A. E. van Vogt, Crociera nell'infinito, collana Il Fantastico Economico Classico n° 3, traduzione di Sebastiano Fusco, Roma, Compagnia del fantastico, 1994,  p. 160, ISBN 88-7983-357-X.

- A. E. van Vogt, Crociera nell'infinito, collana Urania Collezione, traduzione di Sebastiano Fusco, n. 082, Arnoldo Mondadori Editore, novembre 2009,  pp. 11-249, ISSN 1123-0762 (WC · ACNP).